# 엔젤 오브 마인
《엔젤 오브 마인》(영어: Angel of Mine)은 미국에서 제작된 킴 패런트 감독의 2019년 실화를 바탕으로 한 드라마, 스릴러 영화이다. 누미 라파스 등이 주연으로 출연하였다.

## 출연
주연
- 누미 라파스 : 리지 역
- 이본느 스트라호브스키 : 클레어 역
- 루크 에반스 : 마이크 역

조연
- 핀 리틀 : 토마스 역
- 리차드 록스버그 : 버나드 역
- 트레이시 맨 : 레나 역
- 애니카 화이틀리 : 롤라 역

## 기타
- 수입 : (주)스톰픽쳐스코리아